# Prigorskoje (wieś)
Prigorskoje (ros. Пригорское) – wieś (ros. село, trb. sieło) w zachodniej Rosji, centrum administracyjne osiedla wiejskiego Prigorskoje rejonu smoleńskiego w obwodzie smoleńskim.

## Geografia
Miejscowość położona jest nad rzeką Nagać, przy drodze federalnej R120 (Orzeł – Briańsk – Smoleńsk – Witebsk), 22,5 km od drogi magistralnej M1 «Białoruś», 13 km od Smoleńska, 6 km od najbliższej stacji kolejowej (Tyczinino).
W granicach miejscowości znajdują się ulice: Bolszaja, Doroznaja, Mira, Mołodiożnaja, Nabierieżnaja, Oktiabrskaja, Owrażnaja, Plażnaja, Sportiwnaja, Torgowaja, N. M. Szkurłowa, Wierbowskij projezd.

## Demografia
W 2010 r. miejscowość zamieszkiwało 2427 osób.